# Кревінський діалект
Кревінський діалект (латис. krieviņu dialekts) - мертвий діалект водської мови, яка у свою чергу належить до прибалтійсько-фінської гілки фінно-угорських мов. Люди, що говорили ним відомі під латиським екзоетнонімом кревінги.

## Характеристика
Період існування кревінського діалекту тривав приблизно 400 років, з поділу водської мови близько 1445, до вимирання діалекту близько середини XIX століття. Наприклад у 1846 р. відомий лінгвіст Андрій Шегрен виявив на південь від міста Єлгава близько десятка кревінгів, що зберігали ще невиразний спогад про мову своїх предків. Область його поширення охоплювала Семигалію, район Бауски і далі на південний схід до кордону з Великим князівством Литовським. Кількість мовців могла становити щонайбільше кілька тисяч людей.
Мовний матеріал кревінського діалекту є важливим для реконструкції історії водської мови, оскільки він не виявляє деяких характерних рис водської (наприклад, африкатизації k > c перед передніми голосними) оскільки він не зазнав такого сильного впливу інших прибалтійсько-фінських мов (хоча знаходився під сильним впливом латиської мови).